# 希姆萊烏錫爾瓦涅伊

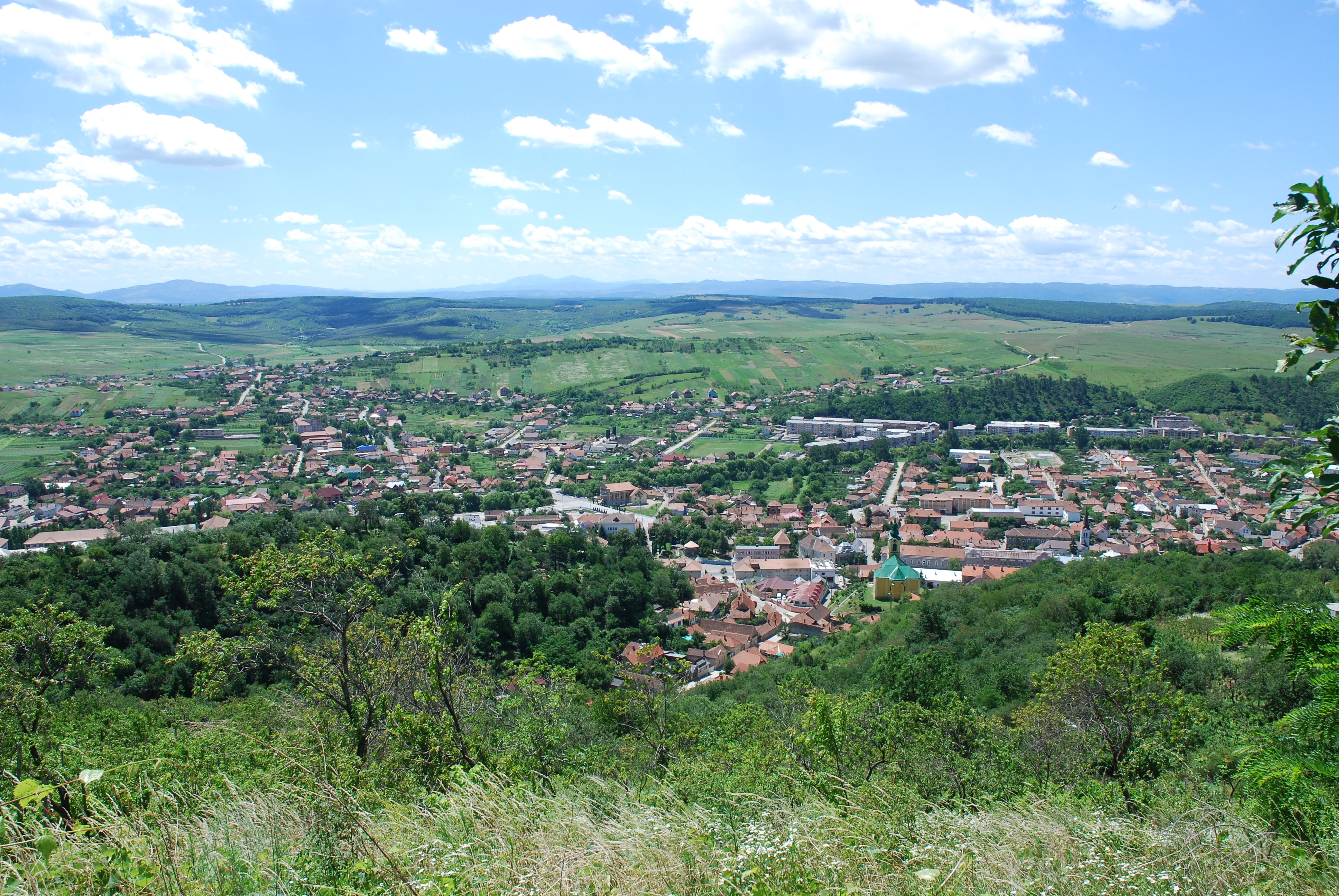

希姆萊烏錫爾瓦涅伊是羅馬尼亞西北部的城鎮，距離首府札勒烏19公里，由瑟拉日縣負責管轄，面積62.26平方公里，海拔高度207米，2009年人口16,298，大多數居民信奉東正教。